# Manassès de Pas de Feuquières
Pour les autres membres de la famille, voir Famille de Pas.
Manassès de Pas, marquis de Feuquières, lieutenant général sous Louis XIII, né à Saumur le 1er juin 1590 et mort le 16 mars 1640.

## Biographie

### Origines familiales
Manassès de Pas de Feuquières était issu de la famille de Pas, une famille noble de l'Artois, qui tirait son nom du bourg de Pas-en-Artois, dans le Pas-de-Calais, et qui était connue dès le temps des Croisades. La famille de Pas étendit ses possessions en Picardie en nouant des alliances matrimoniales. Elle entra en possession de la seigneurie de Feuquières, dans le Beauvaisis, en 1320 par le mariage de Jean de Pas et Jeanne, dame de Feuquières.

### Carrière militaire et diplomatique
Né protestant, Manassès de Pas de Feuquières se convertit au catholicisme et tenta de faire abjurer également ses trois fils. Il ne réussit qu'avec son fils aîné Isaac.
Il contribua puissamment à la prise de La Rochelle, où il fut capturé et demeura jusqu'à la fin du siège. 
Il fut chargé en 1633 d'une mission en Allemagne pendant la Guerre de Trente Ans, et réussit, dans les Conférences d'Heilbronn, à resserrer l'alliance entre la France, la Suède et les princes protestants de l'Allemagne. 

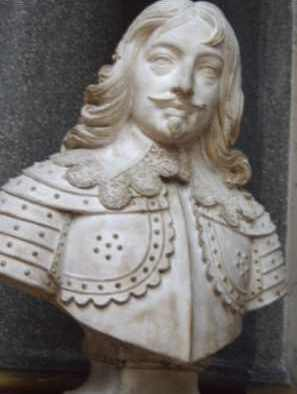
Buste de Manassès de Pas de Feuquières (Galerie des Batailles).

Chargé en 1639 du siège de Thionville, il y fut blessé et pris. Il mourut quelques mois après de ses blessures. Il a laissé des Mémoires sur ses Négociations en Allemagne, publiés en 1753, trois volumes in-12.

## Descendance
- Isaac de Pas de Feuquières, son fils, fut ambassadeur en Suède de 1672 à 1682.
- Jeanne de Pas de Feuquière épousa en premières noces Louis d'Aumale, et, veuve, elle épousa en secondes noces Jean de Montmorency, seigneur de Villeroye.

## Source et références

### Source
Cet article comprend des extraits du Dictionnaire Bouillet. Il est possible de supprimer cette indication, si le texte reflète le savoir actuel sur ce thème, si les sources sont citées, s'il satisfait aux exigences linguistiques actuelles et s'il ne contient pas de propos qui vont à l'encontre des règles de neutralité de Wikipédia.